# Teatro Dom Pedro V
Il Teatro Dom Pedro V (in portoghese: Teatro Dom Pedro V; in cinese: 伯多祿五世劇院) è un edificio storico situato in Piazza di Sant'Agostino a Macao. Edificato nel 1860 da un macaoense, Pedro Germano Marques, per commemorare il regno di Pietro V, il teatro è uno dei primi esempi di teatri all'occidentale ad essere costruiti in Estremo Oriente. Il teatro ha uno stile neo-classico con un portico all'entrata. La facciata attuale è stata aggiunta nel 1873. L'edificio misura 41,5 metri di lunghezza e 22 metri di larghezza. Ad oggi rimane un importante punto di ritrovo per la cultura locale in cui si tengono importanti eventi pubblici e celebrazioni, continuando ad essere un punto di incontro per i portoghesi di Macao e per gli stessi macaoensi.
Nel 2005 il teatro Dom Pedro V è nella lista di edifici del centro storico di Macao e quindi inserito nei beni patrimonio dell'umanità dell'UNESCO.
Il teatro ebbe il privilegio di poter ospitare la prima dell'opera di Giacomo Puccini Madama Butterfly in Asia. Sebbene noto centro culturale, durante la seconda guerra mondiale venne trasformato in rifugio per la cittadinanza.